# 藤原師氏
藤原 師氏（ふじわら の もろうじ、延喜13年〈913年〉 - 天禄元年〈970年〉）は、平安時代前期から中期にかけての公卿・歌人。関白太政大臣・藤原忠平の四男。邸宅名の桃園第に因んで桃園大納言、あるいは枇杷大納言と称される。

## 経歴
延長6年（928年）正月に16歳で叙爵し、翌延長7年（929年）侍従に任じられる。承平4年（934年）従五位上・左近衛少将に叙任されると、天慶2年（939年）従四位下、天慶4年（941年）蔵人頭兼左近衛中将と官位を進め、天慶7年（944年）参議に任ぜられて32歳で公卿に列する。
しかし、翌天慶8年（945年）弟・師尹が26歳で参議に任ぜられると、天暦2年（948年）には師尹が師氏に先んじて権中納言に任官され、以降は常に師氏の方が官職が下位となった。その後、天暦9年（955年）従三位・権中納言、天徳4年（960年）中納言、康保元年（964年）正三位と昇進するが、康保4年（967年）には、兄・師輔の嫡男・伊尹が新帝（冷泉天皇）の外伯父として権大納言に抜擢されたことで、甥の後塵をも拝することになった。
安和2年（969年）権大納言、天禄元年（970年）正月には大納言に至るが、同年7月14日薨去。享年58。最終官位は大納言正三位皇太子傅。『宇治拾遺物語』には、近衛大将任官の饗宴の2日前に歿したとあるが、『公卿補任』等の史料には、近衛大将任官の記載はない。兄弟の実頼・師輔・師尹が大臣まで栄進したのに対し、師氏の極官は大納言に止まる。醍醐天皇の皇女である靖子内親王を降嫁されており、内親王の降嫁は兄・師輔に次いで史上2人目であったが昇進には繋がらず、師氏は官位昇進については不遇であった事が窺える。

## 人物
『空也誄』に空也と二世の契りがあった事、『空也誄』『古事談』等に、師氏薨去に際して、空也が閻魔大王に送る牒文を書いたと伝えている。また、『蜻蛉日記』には、師氏が宇治に別荘を有していたものの、歿後荒廃してしまったと記す。
和歌に優れ、『和歌色葉集』に名誉歌仙と記載され、『後撰和歌集』『新古今和歌集』等の勅撰和歌集に11首入集。また自身で編んだ私家集『海人手古良（あまのてこら）集（師氏集）』がある。

## 官歴
注記のないものは『公卿補任』による。
| 年紀              | 補任など                                                               |
| ----------------- | ---------------------------------------------------------------------- |
| 延長6年（928年）  | 正月7日：叙爵                                                          |
| 延長7年（929年）  | 9月23日：侍従                                                          |
| 延長8年（930年）  | 9月23日：昇殿                                                          |
| 承平4年（934年）  | 正月7日：従五位上（中宮御給） 閏正月29日：左近衛少将                   |
| 承平5年（935年）  | 2月23日：兼近江権介                                                    |
| 承平7年（937年）  | 正月27日：正五位下                                                     |
| 天慶2年（939年）  | 正月7日：従四位下。2月5日：昇殿                                        |
| 天慶3年（940年）  | 3月25日：兼美濃守                                                      |
| 天慶4年（941年）  | 3月15日：蔵人頭（朱雀天皇） 3月28日：左近衛中将                        |
| 天慶6年（943年）  | 正月7日：従四位上                                                      |
| 天慶7年（944年）  | 4月9日：参議                                                           |
| 天慶8年（945年）  | 3月28日：兼伊予守                                                      |
| 天暦2年（948年）  | 正月30日：兼右衛門督                                                   |
| 天暦3年（949年）  | 8月14日：服解（父忠平薨去） 10月2日：復任                              |
| 天暦4年（950年）  | 正月7日：正四位下                                                      |
| 天暦5年（951年）  | 正月30日：兼大和権守                                                   |
| 天暦9年（955年）  | 2月7日：従三位。権中納言、右衛門督如元                                 |
| 天徳元年（957年） | 4月25日：兼左衛門督                                                    |
| 天徳4年（960年）  | 8月22日：中納言、左衛門督如元                                          |
| 康保元年（964年） | 正月7日：正三位                                                        |
| 康保4年（967年）  | 9月1日：兼春宮大夫                                                     |
| 安和元年（968年） | 正月13日：兼按察使                                                     |
| 安和2年（969年）  | 2月27日：権大納言、左衛門督・春宮大夫・按察使如元 11月11日：兼皇太子傅 |
| 天禄年（970年）   | 正月27日：大納言 7月14日：薨去（大納言正三位皇太子傅）                 |

## 系譜
『尊卑分脈』による。
- 父：藤原忠平
- 母：源昭子 - 源能有の娘
- 正室：靖子内親王（915-950） - 醍醐天皇第7皇女
  - 女子：藤原高光室
- 室：高階惟明女
  - 男子：藤原親賢
- 室：井殿 - 源信明女
  - 男子：藤原保信
- 生母不明
  - 男子：藤原近信